# Soper
Soper és un poble dels Estats Units a l'estat d'Oklahoma. Segons el cens del 2000 tenia 300 habitants.

## Demografia
Segons el cens del 2000, Soper tenia 300 habitants, 132 habitatges, i 74 famílies. La densitat de població era de 463,3 habitants per km².
Dels 132 habitatges en un 29,5% hi vivien nens de menys de 18 anys, en un 40,2% hi vivien parelles casades, en un 15,2% dones solteres, i en un 43,2% no eren unitats familiars. En el 41,7% dels habitatges hi vivien persones soles el 25% de les quals corresponia a persones de 65 anys o més que vivien soles. El nombre mitjà de persones vivint en cada habitatge era de 2,27 i el nombre mitjà de persones que vivien en cada família era de 3,13.
Per edats la població es repartia de la següent manera: un 28,3% tenia menys de 18 anys, un 8,3% entre 18 i 24, un 24% entre 25 i 44, un 20,3% de 45 a 60 i un 19% 65 anys o més.
L'edat mediana era de 36 anys. Per cada 100 dones de 18 o més anys hi havia 73,4 homes.
La renda mediana per habitatge era de 13.875 $ i la renda mediana per família de 18.333 $. Els homes tenien una renda mediana de 16.875 $ mentre que les dones 16.000 $. La renda per capita de la població era de 7.814 $. Entorn del 35,1% de les famílies i el 44,4% de la població estaven per davall del llindar de pobresa.

## Poblacions més properes
El següent diagrama mostra les poblacions més properes.